# Lampron
Lampron (armensko Լամբրոն, latinizirano: Lambron, turško Namrun Kalesi) je grad v bližini mesta Çamlıyayla v Provinci Mersin v Turčiji. V srednjem veku je bil grad del Armenskega kraljestva Kilikija. Imenoval se je Lampron in je bil dom armenskih hetumidskih knezov. Grad, ki se je nahajal v gorovju Taurus, je varoval prelaze do Tarza in Kilikijska vrata.

## Zgodovina in arhitektura
Grad Lampron stoji na skalnatem zobu, ki štrli iz južne konice Bulgar Dağıja.
Armenci so se na tem bizantinskem ozemlju prvič naselili v tretji četrtini 11. stoletja, ko je Ošin dobil od bizantinskega cesarja dobil fevd Lampron in naziv sebastos.  V 50. letih 12. stoletja je postal grad skoraj neosvojljivo središče dinastije Hetumidov. Po več neuspešnih poskusih leta 1171, 1176 in 1182 je grad v začetku 13. stoletja dokončno zavzel rubenidski kralj Leon I. s pretvezo, da bo svojo nečakinjo poročil z enim od hetumidskih plemičev. Ko so se vsi hetumidski svatje udeležili poročne gostije v Tarzu, je Levonova vojska zavzela grad. V zgodnjih 1240. letih je bil grad središče resnega upora proti armenskemu kralju, ko se je baron Konstantin pridružil seldžuškemu sultanu Kejhusrevu II. in napadel kralja Hetuma I. Odločilni protinapad je vodil Smbat Sparapet, baron Paperonski. Konstantin je bil leta 1250 ujet in usmrčen zaradi veleizdaje. Leta 1309/1310 je grad nekaj časa služil kot zapor za ciprskega kralja Henrika II. Lusignanskega. Konec 14. Stoletja so grad osvojili Mameluki in v njem nastanili svojo vojaško posadko. 
Grad stoji na stičišču treh visokogorskih dolin in ima impresiven razgled na stekajoče se ceste. Od tu je viden tudi grad Sinap šest kilometrov severovzhodno. 
Lampron meri približno 330 krat 150 metrov in stoji več kot 50 metrov nad okolico. Na skrajnem severozahodu je suh jarek, ki ločuje trdnjavo od preostale vzpetine. Grad je razdeljen na majhno ozko spodnje dvorišče na jugu in zahodu ter obsežno zgornje dvorišče, dostopno le po stopnicah, vklesanih v skalo, in skozi ozek, zavit vhodni prehod. Na južnem in vzhodnem boku zgornjega dela dvorišča so razdrobljeni ostanki številnih stavb, od katerih imajo mnoge temelje, vklesane neposredno v skalo. Na severnem koncu je šest veličastnih obokanih dvoran, od katerih sta dve opremljeni s kazemati in strelnimi odprtinami. Dvorane so zgrajene iz skrbno klesanega kamna. Pod spodnjim dvoriščem je na jugozahodu majhno srednjeveško kopališče.